# Игра слов (фильм, 1909)
«Игра слов» — немая комедия 1909 года.

## Сюжет
В поисках несложных, но забавных сюжетов мы произвели несколько съёмок на тему «Игра слов». Существо картины было в комичной расшифровке надписи.

Например, после надписи «он изо всех сил боролся сам с собой» следовала сценка, изображавшая физическую борьбу человека с собою, по всем правилам французской борьбы, включительно до «тур-де-тета». Съёмки эти были неудачны, и, просмотрев на экране заснятое, мы навсегда отказались от рискованной «Игры слов».

## Технические данные
Комическая, метраж неизвестен. 
Т/д А. Ханжонков. 1909. 
Выпуска на экран не было. 
Актёры неизвестны.

## Интересные факты
- Фильм перешёл в общественное достояние[3].